# María Auxilio de los Cristianos
María Auxilio de los Cristianos (en latín: Maria Auxilium Christianorum) es una advocación de María Auxiliadora (en la Iglesia católica) creada para la Virgen María y que lleva su nombre desde el año 345 a partir de una homilía de San Juan Crisóstomo, tomó fuerza con el Papa Pío V en el siglo XVI y fue definitivamente popularizada con el desarrollo de las obras educativas y apostólicas de Don Bosco  y María Mazzarello en el siglo XIX. Aunque comúnmente se la asocia a la Iglesia católica, la Iglesia ortodoxa conoce también la advocación desde 1030 en Ucrania cuando el país logró defenderse de una invasión bárbara, hecho que la religiosidad de la época atribuyó al auxilio de la Virgen María. La Iglesia católica conmemora tradicionalmente esta advocación mariana el 24 de mayo.
La advocación de María Auxiliadora ha sido fuertemente asociada hasta el siglo XIX a la defensa militar de todos los bastiones católicos y ortodoxos en Europa, el norte de África y Medio Oriente en contra de los pueblos no cristianos, muy especialmente los musulmanes. Precisamente bajo el pontificado de Pío V, los pueblos euro-cristianos reunieron una descomunal fuerza para detener el avance de los turcos que en 1572 dirigían un poderoso ejército con el fin de conquistar definitivamente a Europa. Mientras los ejércitos cristianos reunidos de todas las naciones europeas, lograron derrotar definitivamente a los invasores, el Papa había pedido a toda la cristiandad que rezaran e incluyeran la advocación Sancta Maria Auxilium Christianorum. Con la popularización que los salesianos hicieron de la devoción a María Auxiliadora en todos los países en donde se abrieron casas de Don Bosco, se dio el surgimiento de numerosos santuarios, entre los cuales el más célebre es precisamente el de la Basílica de María Auxiliadora en Turín.

## Cosmogonía de la lucha entre el bien y el mal

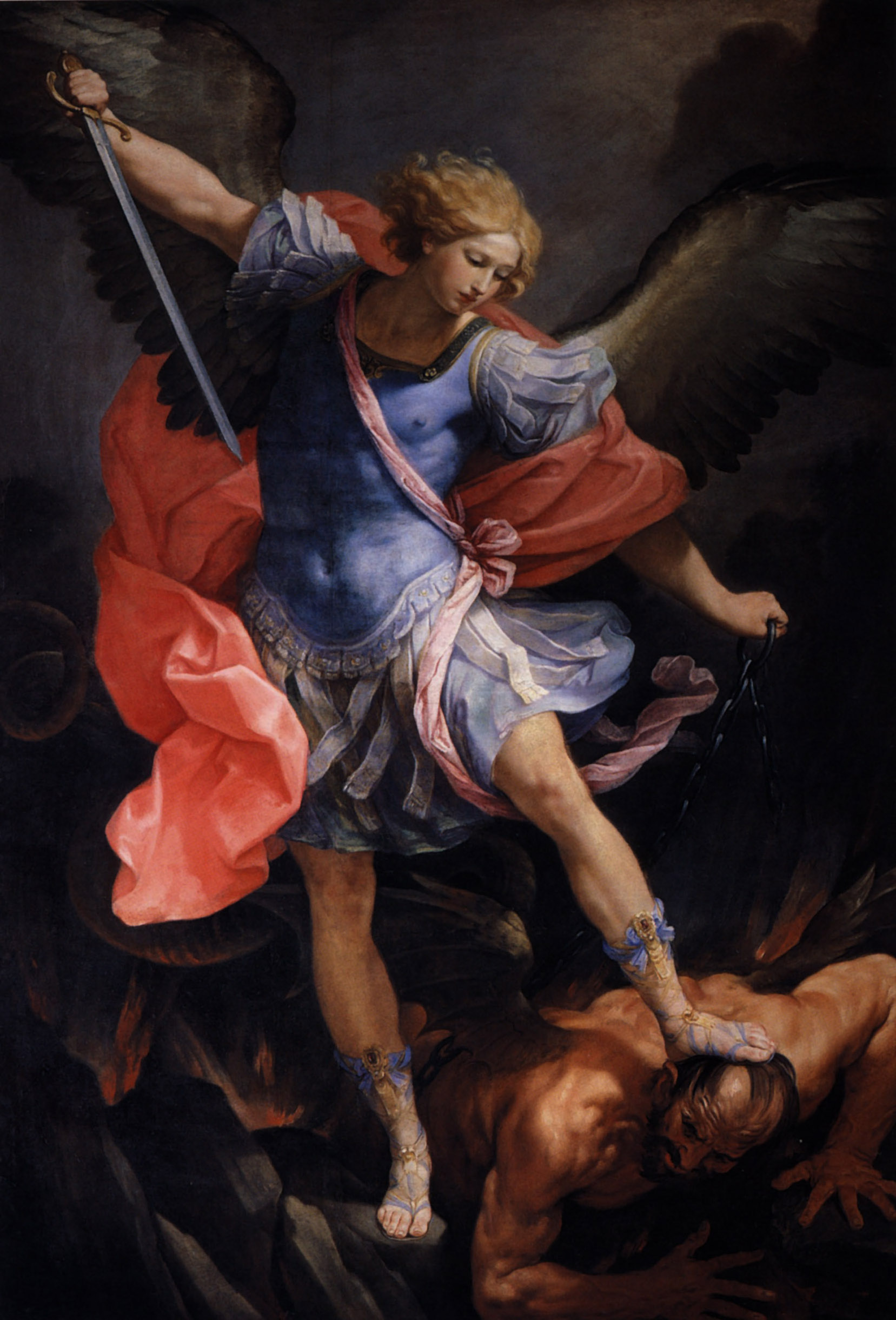
En esta obra de Guido Reni, el Arcángel Miguel derrota al diablo, icono inspirado en Apocalipsis 12, 7 en el cual se relata una "batalla en el cielo: Miguel y sus ángeles combatieron contra el Dragón", después de que "la Mujer dio a luz a un Hijo varón" (v.5). Escenas que corresponden a la cosmogonía judeocristiana de la lucha entre el bien y el mal, de la cual la advocación de la Auxiliadora es un icono correspondiente.

La advocación de María Auxilio de Cristianos ha sido vista por lo general como un aspecto de carácter militar de la Virgen María como defensora de la fe cristiana. Este aspecto puede ser rastreado en los elementos que fundamentan la mariología dentro de la Iglesia católica y Ortodoxa.
El primer texto que representa a la mujer bíblica como personaje combativo de las fuerzas del mal es el de Eva en los relatos del Génesis. En la condena divina tras el pecado, Dios se dirige a la serpiente en estas palabras:

Enemistad pondré entre ti y la mujer, y entre tu linaje y su linaje; ella te pisará la cabeza mientras acechas tú su calcañar.

El texto revela una evidente cosmogonía que enfrenta en la escena de la Creación a dos fuerzas en permanente oposición, el bien y el mal. De acuerdo a la mariología, en este texto se ve representada a la Virgen María la cual, al ser la madre del Mesías, es aquella que porta el linaje de salvación.
De igual manera otras mujeres jugarían un papel primordial en la percepción de esa lucha existencial entre las dos fuerzas opuestas: la profetisa Débora, Judit, la viuda que sale en defensa del asedio de Betulia y derrota a Holofernes, y muchas otras.
Por último, el personaje femenino que juega un papel determinante en dicha lucha viene representado en el libro del Apocalipsis en el siguiente texto:

Una gran señal apareció en el cielo: una Mujer, vestida del sol, con la luna bajo sus pies, y una corona de doce estrellas sobre su cabeza; está encinta, y grita con dolores del parto y con el tormento de dar a luz (...)

A este extraño personaje femenino que después sería relacionado por las primeras comunidades cristianas como símbolo de la maternidad de María y su significado en la historia de la salvación y así mismo con la Iglesia, se le antepone otro personaje, el dragón, el cual en Occidente representa el mal y contra el cual se desata una batalla liderada por el Arcángel Miguel, otro personaje de carácter guerrero, al menos desde el punto de vista espiritual. Al final del texto, la mujer y el dragón se enfrentan directamente, según el texto:

Entonces el Dragón vomitó de sus fauces como un río de agua detrás de la Mujer, para arrastrarla con su corriente. Pero la tierra vino en auxilio de la Mujer (...)

Al seguir la lectura de un libro que como el Apocalipsis tiene un gran contenido simbólico, se da de manera paulatina una relación entre estas figuras femeninas de carácter militar o guerrero en favor del bien, entendido este dentro de la historia de la salvación, lo que terminaría por crear con el tiempo una advocación como María Auxilio de los Cristianos.

## Historia

### Entre los padres de la Iglesia
La advocación Auxiliadora no es en realidad nueva y era ya conocida en los primeros siglos de nuestra era por las primeras comunidades cristianas y los Padres de la Iglesia. En numerosas inscripciones cristianas encontradas en los territorios de hegemonía griega se encuentran dos títulos por medio de los cuales se refería a la Virgen María: uno es Θεοτόκος (Teotokos, Madre de Dios) y el otro es Βοήθεια (Boeteia, Auxiliadora).
Entre los Padres de la Iglesia que se refirieron directamente a la Virgen María como "Βοήθεια" se encuentran Juan Crisóstomo en una homilía del año 345, Proclo en el 476, Sebas de Cesarea en el 532. Después del tiempo patrístico, entendido este hasta el siglo V, otros personajes hicieron mención de dicho título como Romano Melone en el 518, Sofronio, arzobispo de Jerusalén, Juan Damasceno en el 749 y German de Constantinopla en el 733.

### La invasión musulmana

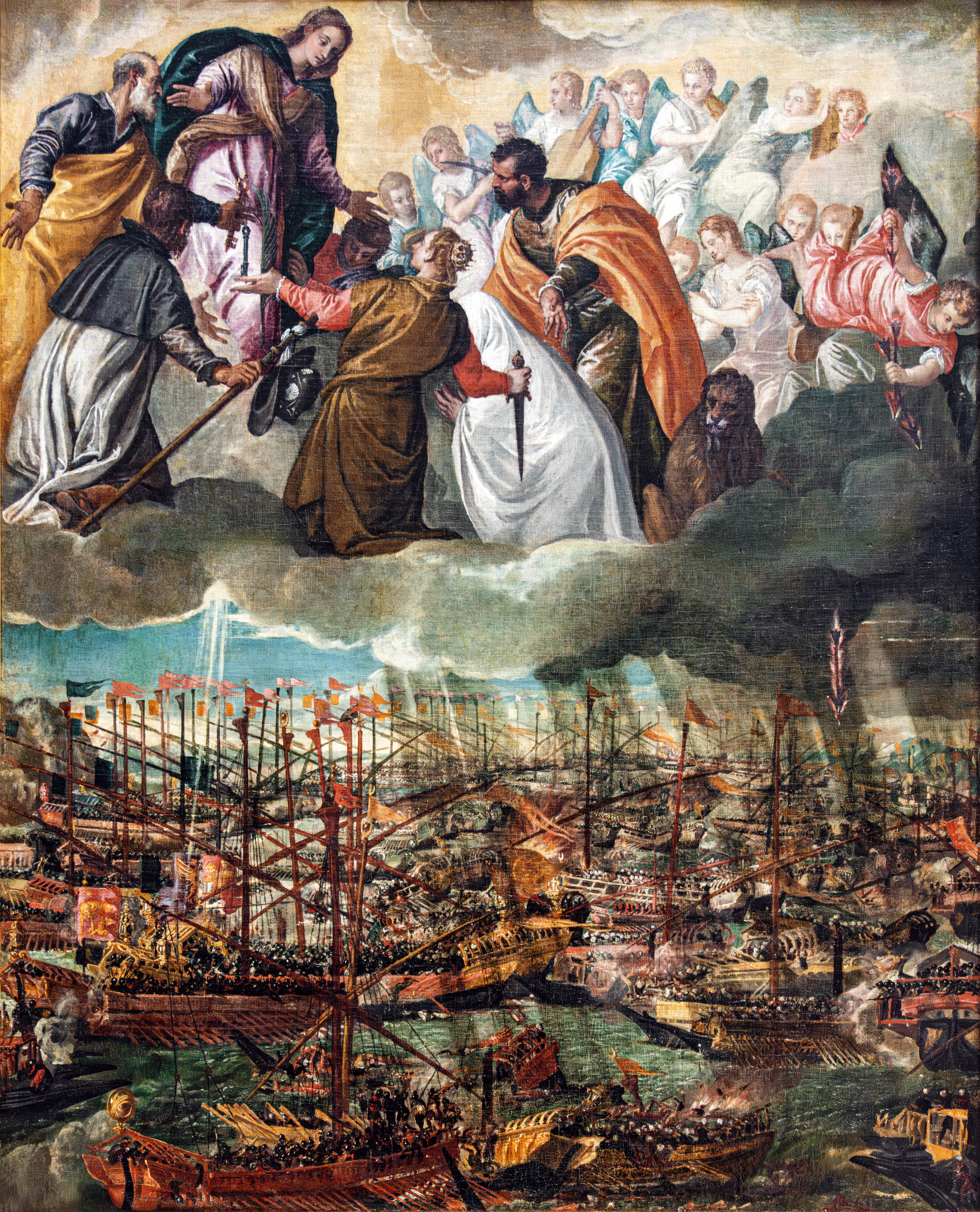
En esta pintura de Paolo Veronese, se representa la Batalla de Lepanto y en la cual se puede ver una de las primeras representaciones de María Auxiliadora al lado de los ejércitos cristianos.

Las luchas centenarias entre naciones cristianas y musulmanas tendría su culmen en el siglo XVI. El Islam había destruido ya el Imperio bizantino con la Caída de Constantinopla el 29 de mayo de 1453 y se preparaba para entrar a Europa. El Papa Pío V fue el principal promotor de una alianza europea con el fin de contrarrestar el avance de los otomanos a la cual se denominó la Liga Santa de 1571 (la segunda del siglo XVI) y que quedó conformada por España, Venecia, Génova, Malta y los Estados Pontificios. El 7 de octubre de 1571 se libró una de las batallas más importantes de la historia, la de Lepanto, en la cual fueron vencidas de manera definitiva las huestes otomanas y Europa occidental fue preservada de la invasión. Para el mundo eurocatólico de la época, la detención de dicha invasión fue leída desde una perspectiva religiosa de lucha entre el bien y el mal interpretado esta según los paradigmas medievales y los enfrentamientos entre las dos religiones monoteístas. En tal caso, se concluyó que el éxito de los ejércitos católicos se debía a la intervención de la Virgen María que había auxiliado a los cristianos.
Dicho precedente se reflejaría pocos años después en Baviera, el sur católico de Alemania, en donde se vieron amenazados por el avance del luteranismo durante la Guerra de los Treinta Años. En dicho contexto hicieron una promesa a la Virgen: si Esta los libraba de su invasión, la honorarían con el título de Auxiliadora de los cristianos. De este hecho histórico proviene la advocación de María como «auxilio de los cristianos».

### Pío VII y Napoleón
El Papa Pío VII, quien gobernó la Iglesia Católica entre 1800 y 1823, fue el segundo Pontífice romano que daría una gran importancia a esta advocación mariana. Le correspondió los años de la consolidación del Imperio napoleónico. Firmó con Napoleón Bonaparte un Concordato que parecía garantizar la paz entre la Iglesia y Francia en 1801. En 1804 fue a París para la coronación del nuevo emperador, pero solo pudo ungirlo porque Napoleón se impuso a sí mismo la Corona. Bien pronto las aspiraciones ambiciosas de Napoleón entrarían en contraste con la influencia de la Iglesia. En 1806 el Papa se negó a sumarse a la exigencia de Napoleón de bloquear a Inglaterra, lo que condujo a una invasión francesa de los Estados Pontificios y puso en prisión al Papa de 67 años de edad, primero en Savona y luego en Fontainebleau en 1809. En su cautiverio, situación esta que le causó un gran sufrimiento y deterioró bastante su salud, el Papa prometió a la Virgen que si recuperaba su libertad y volvía a Roma, declararía ese día como solemne en honor de María Auxilio de los cristianos. Bien pronto la suerte de Napoleón cambió y Pío VII recuperó su libertad. Llegó a Roma el 24 de mayo de 1814 y cumplió su promesa. De este acontecimiento, viene la tradición de la Solemnidad de María Auxiliadora cada 24 de mayo.

### Don Bosco

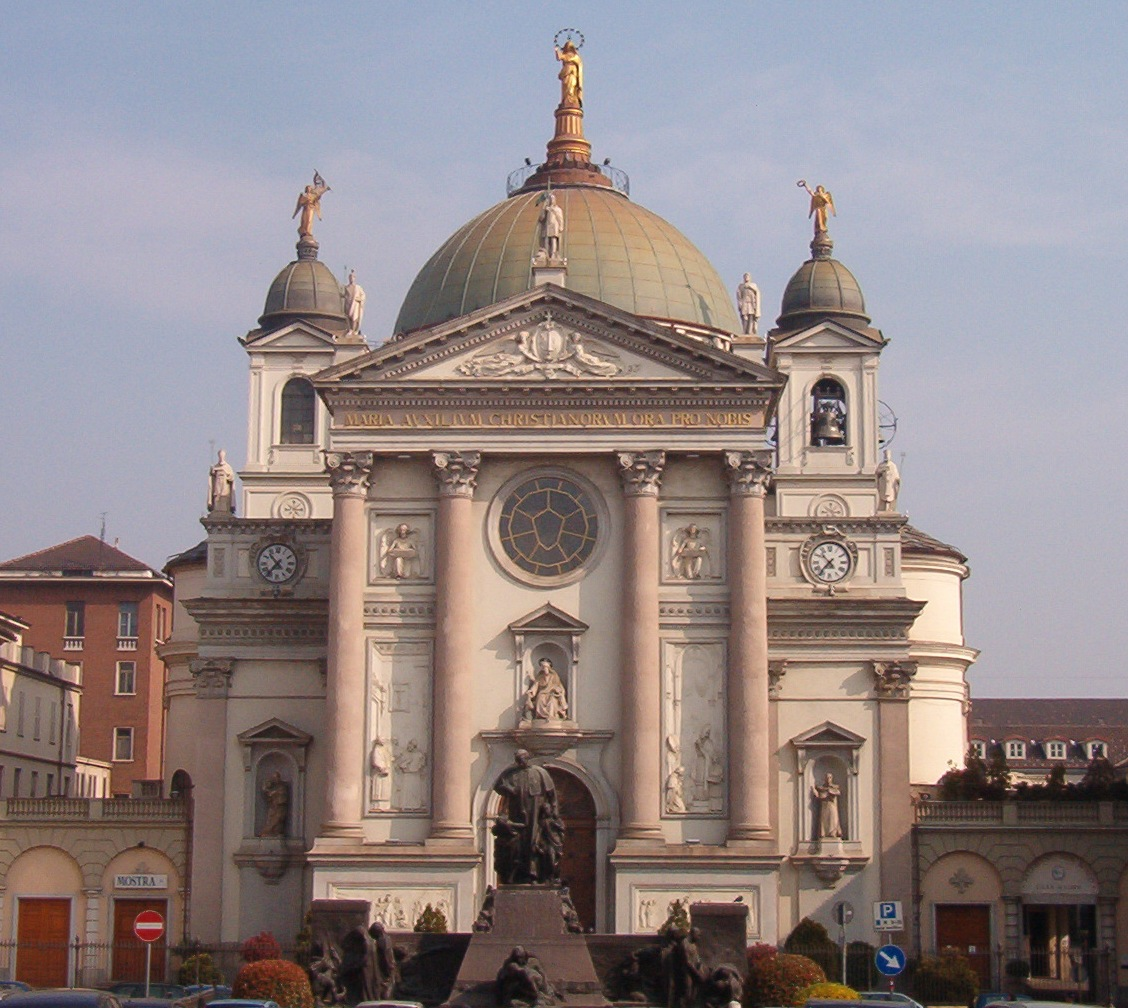
Basílica de María Auxiliadora en Valdocco, Turín, construida por Don Bosco a partir de 1860.

Pero la persona que más tendría que ver con la popularización de la invocación de María como Auxilio de los cristianos sería el santo educador de Turín, San Juan Bosco, quien veía el florecimiento de sus obras apostólicas y educativas entre los jóvenes como obra de la Virgen María. Don Bosco comienza a referirse a esta con el nombre de María Auxiliadora a partir de 1860, año en el que relata que la Virgen le manifestó su deseo de ser honorada bajo dicho título y su voluntad de que se le construyera un templo. Es posible que este deseo de afidarse a María como "Auxilio de los cristianos" tenga su razón de ser en la difícil época que la Iglesia Católica vivía en Italia con el avance de los movimientos nacionalistas que abogaban por la Unificación de Italia aún en contra de la existencia de los Estados Pontificios y por ende de la autoridad del Papa. Don Bosco estuvo muy cerca del pontificado del Papa Pío IX, el último Papa-Rey de los Estados Pontificios. El recuerdo reciente de la promesa hecha a la Virgen por parte de Pío VII prisionero de Napoleón a principios del siglo pudo inspirar en Don Bosco su devoción a una advocación que había probado éxito en los momentos más difíciles de la Iglesia. Bien pronto la expansión de las obras salesianas en los cinco continentes tendrían como consecuencia la internacionalización de esta advocación de origen estrictamente europeo. Por otra parte, fundó el Instituto Hijas de María Auxiliadora con el fin de llevar el Sistema Preventivo Salesiano a las muchachas y de honorar a la Virgen bajo dicha advocación.

## Imagen de María Auxiliadora
Para adornar la Basílica de María Auxiliadora en Valdocco, Don Bosco mandó pintar una estupenda obra artística del maestro italiano Tomás Lorenzone en la cual aparece la Virgen con el Niño como figuras centrales veneradas por los doce Apóstoles, otros santos y los ángeles. Aparte de las innumerables representaciones artísticas de la Auxiliadora, aquella que se considera como el icono principal es la de Lorenzone en Turín. La idea fue de Don Bosco que dijo al artista:

En alto María Santísima entre los coros de los ángeles, después el coro de los profetas, de las vírgenes, de los confesores. Por tierra los emblemas de las grandes victorias de María y los pueblos del mundo en el acto de alzar las manos hacia ella pidiendo su auxilio.

Lorenzone tardó tres años en terminar la obra, que fue entronizada en la Basílica de María Auxiliadora y, según las palabras de Don Bosco, es una figura del título "María, Madre de la Iglesia".
La obra corresponde a una pintura barroca que exalta a la Virgen como Reina y lleva en su mano izquierda a Jesús Niño, ante el cual todas las criaturas (los Apóstoles y otros santos representan a la Iglesia y los ángeles al Cielo) rinden tributo por ser el Verbo Encarnado.
Los atuendos siguen la simbología judío-cristiana que se pretende leer en la advocación. Tanto María como el Niño Jesús llevan los atuendos reales inspirados en las monarquías europeas, especialmente germánicas, en vigor durante la Edad Media como las coronas doradas cuyo color representa el oro y siguen el texto apocalíptico: "...una Mujer vestida de sol, con la luna bajo sus pies y una corona de doce estrellas sobre su cabeza...". Con frecuencia la Corona está enmarcada en un aro con las doce estrellas con toda la simbología bíblica que el número 12 representa y la estrella como símbolo de David.
La madre lleva en su mano derecha un cetro, símbolo de monarquía y del reinado mesiánico, al caso dentro de la cosmogonía cristiana. Algunas representaciones derivadas de María Auxiliadora ponen un segundo cetro al Niño, aspecto este que rompe el sentido bíblico original, porque se trata de un solo cetro, el mesiánico. De igual forma los atuendos corresponden a los usos sacerdotales, bordados en oro y telas preciosas. El niño lleva un vestido entero blanco, otro símbolo mesiánico que recuerda el reparto de los vestidos de Cristo: "La túnica era sin costura, tejida de una pieza de arriba abajo". De igual manera Jacob, que "amaba a José más que a todos los demás hijos por ser para él el hijo de la ancianidad" le había hecho "una túnica de manga larga"
Tanto la imagen de la Virgen como la del Niño, corresponden a personajes caucásico - nórdicos y rubios que revela la asimilación de la advocación dentro de la historia del catolicismo en Europa especialmente.

## Devoción
La catedral de Santa María en Sídney, Australia, está dedicada a Santa María Auxilio de los Cristianos.
En China la basílica menor de Nuestra Señora de She Shan, es el santuario católico más importante de China y uno de lo principales lugares de peregrinación, consagrada a la Virgen María Auxilio de los Cristianos. El papa Pio IX declaró que los peregrinos que acudan en mayo recibirán indulgencia plenaria, y la mayoría acuden el día 24, y tiene la categoría de Santuario Nacional.
El 27 de octubre]de 1949, por decreto 26.888/49 del Poder Ejecutivo Nacional (Argentina), se estableció que María Auxiliadora, sea el Santo patrón del Agro de Argentina. Fue a pedido de agricultores de Rosario Argentina y firmado por el Presidente de la Nación Argentina General Juan Domingo Perón.
Es un reconocimiento a la congregación salesiana por la creación de las primeras escuelas agrícolas como el Instituto Agrícola Ganadero de Uribelarrea en la Provincia de Buenos Aires, la Escuela Agrotécnica Salesiana Estancia San Ambrosio en la Provincia de Córdoba, y la Escuela de Enología de Rodeo del Medio (Mendoza), hoy convertida en universidad, la Escuela Agrotécnica Salesiana Pascual Gentilini ubicada en la Provincia de Misiones, más varias escuelas agrícolas ubicadas en la Patagonia, destacándose la Misión Salesiana (Río Grande).
Por el Gabinete de la Nación Argentina refrendaron el Ministerio de Relaciones Exteriores y Culto de Argentina, Juan Remorino, y el Ministerio de Agricultura, Ganadería y Pesca, Ingeniero Agrónomo Alberto Émery, este último hijo de una distinguida dama cooperadora salesiana devota de María Auxiliadora.
El Ayuntamiento de Morón de la Frontera (Sevilla) nombró alcaldesa honoraria de la localidad a María Auxiliadora en acto oficial el 24 de mayo de 2008. Un pleno extraordinario aprobó por mayoría el nombramiento el mismo día de su festividad. El alcalde colocó el bastón de mando de la ciudad en el altar de la Virgen en el curso de una procesión pública.